# Sue Blane
Susan Margaret Blane, detta Sue (Wolverhampton, 23 aprile 1949), è una costumista britannica.
Blane è nota soprattutto per aver curato i costumi del musical The Rocky Horror Show e del suo adattamento cinematografico, The Rocky Horror Picture Show.

## Biografia
Sue Blane ha studiato al Wolverhampton College of Art e alla Central School of Art e Design di Londra, laureandosi nel 1971. Nel 1971 ha iniziato a collaborare con il Citizen's Theatre di Glasgow, mentre l'anno successivo ha disegnato i costumi per The Rocky Horror Show al Royal Court Theatre; successivamente ha continuato a curare i costumi per il musical anche in occasione del suo debutto a Broadway e dell'adattamento cinematografico, entrambi avvenuti nel 1975.
In campo operistico, Blane ha disegnato i costumi per allestimenti di alto profilo in alcuni dei maggiori teatri al mondo, tra cui Il Mikado con l'English National Opera, Carmen e Porgy and Bess al Festival di Glyndebourne, Lohengrin al Festival di Bayreuth, Lulu al Nuovo teatro nazionale di Tokyo, La fanciulla del West al Teatro alla Scala e Il barbiere di Siviglia alla Scottish Opera.
Molto attiva anche nel mondo del teatro di prosa e musicale, Blane ha curato i costumi Re Giovanni e Antonio e Cleopatra per la Royal Shakespeare Company, Cabaret per la Donmar Warehouse, Into the Woods per il Phoenix Theatre, The King and I per il Théâtre du Châtelet e Sogno di una notte di mezza estate per il Royal Dramaten Theatre. Nel 1997 ha disegnato i costumi per i balletti Lo schiaccianoci e Alice nel Paese delle Meraviglie per l'English National Ballet, ottenendo una candidatura al Laurence Olivier Award per l'eccellenza nella danza.
Più sporadica invece è stata l'attività cinematografica, che comunque le è valsa una candidatura al BAFTA ai migliori costumi per il suo lavoro come costumista del film di Peter Greenaway I misteri del giardino di Compton House nel 1992.

## Filmografia (parziale)
- The Rocky Horror Picture Show, regia di Jim Sharman (1975)
- Shock Treatment, regia di  Jim Sharman (1981)
- I misteri del giardino di Compton House (The Draughtsman's Contract), regia diPeter Greenaway (1982)
- Lady Jane, regia di Trevor Nunn (1986)
- Absolute Beginners, regia di Julien Temple (1986)
- La casa al nº 13 in Horror Street (Dream Demon), regia di Harley Cokliss (1988)